# Pseuderanthemum repandum
Pseuderanthemum repandum es una especie de planta floral del género Pseuderanthemum, familia Acanthaceae.
Especie nativa de Nueva Caledonia y Vanuatu.